# Āqā Ḩasan Beyglū
Āqā Ḩasan Beyglū (persiska: آقا حسن بيگلو) är en ort i Iran.   Den ligger i provinsen Ardabil, i den nordvästra delen av landet, 500 km nordväst om huvudstaden Teheran. Āqā Ḩasan Beyglū ligger 327 meter över havet och antalet invånare är 215.
Terrängen runt Āqā Ḩasan Beyglū är huvudsakligen lite kuperad. Āqā Ḩasan Beyglū ligger nere i en dal. Runt Āqā Ḩasan Beyglū är det ganska tätbefolkat, med 104 invånare per kvadratkilometer. Närmaste större samhälle är Germī, 19,3 km sydväst om Āqā Ḩasan Beyglū. Trakten runt Āqā Ḩasan Beyglū består till största delen av jordbruksmark.